# Hamu Radżu
Hamu Radżu (arab. حمو راجو) – wieś w Syrii, w muhafazie Aleppo, w dystrykcie Afrin. W 2004 roku liczyła 160 mieszkańców.